# Johnny Johnson (Offizier)
George Leonard „Johnny“ Johnson (* 25. November 1921 in Hameringham, Lincolnshire; † 7. Dezember 2022 in Westbury-On-Trim, Bristol) war ein britischer Pilot, Offizier der Luftwaffe, Lehrer und Kommunalpolitiker.

## Leben und Werk
Johnny Johnson war das jüngste Kind des Farmers Charles Johnson († 1957) und seiner Frau Mary Ellen Henfrey († 1925) und wuchs mit fünf älteren Geschwistern in ärmlichen Verhältnissen auf. In seiner Jugend spielte er Fußball und Cricket. Im Dezember 1939 verließ Johnson die Schule mit dem Abitur.
Nach seiner Schulzeit ging er freiwillig zur Royal Air Force. Zunächst war er als Navigator tätig, bis er im zweiten Anlauf seine Pilotenausbildung mit der erforderlichen Note absolvierte. Bei der Armee erhielt er seinen ihn auf Lebenszeit begleitenden Spitznamen Johnny. Im Zweiten Weltkrieg war Johnson als Pilot des Jagdgeschwaders bei zahlreichen Luftangriffen involviert, so auch bei der Mitte Mai 1943 durchgeführten Operation Chastise. Nach Ende des Krieges kehrte Johnson ins Vereinigtes Königreich zurück. Im September 1948 wurde Johnson zum Flight Lieutenant befördert. Im Jahre 1962 wurde Johnson, zuletzt im Rang eines Staffelführer, aus dem Militärdienst entlassen.
Danach war Johnson bis zum Anfang der 1980er-Jahre als Lehrer tätig, er unterrichtete dabei an Grundschulen und in psychiatrischen Einrichtungen. Zudem engagierte er sich für die Conservative Party in der Kommunalpolitik. Er war viele Jahre Mitglied im Gemeinderat und zeitweise auch Vorsitzender seines Wahlkreises.
Johnny Johnson war seit April 1943 mit Gwyneth Morgan verheiratet. Das Paar hatte drei Kinder. Seine Frau verstarb im August 2005.
2014 veröffentlichte Johnson seine Autobiografie mit dem Titel Last British Dambuster.
Im Jahr 2017 wurde Johnson die Ehrenmitglied in der Royal Air Force und erhielt zudem die Ehrendoktorwürde der University of Lincoln, die ihm bei einer Zeremonie von Elisabeth II. im Buckingham Palace verliehen wurde.
Nach dem Tod von Sergeant Fred Sutherland am 21. Januar 2019 war Johnson der letzte Überlebende seiner Einheit, der No. 617 Squadron.
Johnny Johnson starb am 7. Dezember 2022 kurz nach seinem 101. Geburtstag in einem Pflegeheim in Westbury-On-Trim in der Grafschaft Bristol.